# Sagittaire rigide
 (septembre 2021).
Si vous disposez d'ouvrages ou d'articles de référence ou si vous connaissez des sites web de qualité traitant du thème abordé ici, merci de compléter l'article en donnant les références utiles à sa vérifiabilité et en les liant à la section « Notes et références ».
Sagittaria rigida
Espèce
Synonymes
- Sagitta rigida (Pursh) Nieuwl.[2]
- Sagittaria heterophylla Pursh[2]
- Sagittaria rigida f. elliptica (Engelm.) Fernald[2]
- Sagittaria sagittifolia var. rigida (Pursh) Torr.[2]

Sagittaria rigida, communément appelée la Sagittaire dressée, Sagittaire rigide ou encore la Sessile-fruited arrowhead,
« pointe de sessilefruit », ou Canadian arrowhead, est une espèce de plantes aquatiques originaire du Canada et des États-Unis et également naturalisée en Grande-Bretagne. Elle pousse dans les eaux peu profondes le long des bords des étangs et des ruisseaux. Elle a généralement des feuilles linéaires à étroitement elliptiques et des fleurs femelles sessiles.

## Description
Sagittaria rigida est une plante herbacée vivace de taille moyenne (80 cm, croissant plutôt en colonies. Elle se reconnait à la forme de ses feuilles, généralement dépourvues des lobes caractéristiques des sagittaires, et à la courbure en « S » de sa hampe qui ramène ses fleurs au ras de la surface de l'eau.
La tige est réduite au collet et prolongée par une hampe triangulaire dans le haut. Elle forme de fins rhizomes (ou stolons) blancs et spongieux (environ 45 x 0,5 cm), produisant à leur extrémité une nouvelle rosette de feuilles ou un petit tubercule blanc, arrondi (1 x 1,2 cm), terminé par une griffe charnue (2,5 cm).

## Utilisation alimentaire
Ses tubercules, enveloppées d'une fine pelure brunâtre (non violacée), s'apprêtent comme ceux de la sagittaire à larges feuilles.